# Østrup (Saltum Sogn)
 For alternative betydninger, se Østrup. (Se også artikler, som begynder med Østrup)
Østrup er en  meget lille landsby i Jammerbugt Kommune i Vendsyssel. Den befinder sig ved Primærrute 55 ca. 1 kilometer syd for Saltum og 5 kilometer nord for Pandrup. Landsbyen består af en række gårde, heraf 4 i større format. Østrup hører til Region Nordjylland.  
|  | Denne artikel om lokaliteten Østrup (Saltum Sogn) kan blive bedre, hvis der indsættes et (bedre) billede. Du kan hjælpe ved at afsøge Wikimedia Commons for et passende billede eller lægge et op på Wikimedia Commons med en af de tilladte licenser og indsætte det i artiklen. |

57°15′30″N 9°41′10″Ø / 57.25833°N 9.68611°Ø